# Mario Soto (Fußballspieler, 1950)
Mario Soto Benavides (* 10. Juli 1950 in Santiago de Chile) ist ein ehemaliger chilenischer Fußballspieler und heutiger -trainer. Als Spieler erreichte er zweimal mit CD Cobreloa und einmal mit Unión Española das Endspiel um die Copa Libertadores, unterlag aber jedes Mal. Ferner nahm er mit der Nationalmannschaft seines Heimatlandes an der Fußball-Weltmeisterschaft 1982 in Spanien teil.
Später wurde Soto Trainer und arbeitete in dieser Funktion unter anderem für Unión San Felipe, die Santiago Wanderers und seinen alten Verein CD Cobreloa.

## Spielerkarriere

### Vereinskarriere
Mario Soto, geboren 1950 in Chiles Hauptstadt Santiago, begann mit dem Fußballspielen beim Klub CD Magallanes. Der heutige Zweitligist war zur damaligen Zeit fester Bestandteil der höchsten chilenischen Spielklasse im Fußball. Soto unterschrieb 1969 seinen ersten Vertrag in der Männermannschaft von Magallanes und blieb dem Verein bis ins Jahr 1973 treu. In dieser Zeit brachte es der Abwehrspieler auf insgesamt 85 Ligaspiele im Trikot des viermaligen chilenischen Fußballmeisters, ein Torerfolg blieb ihm allerdings verwehrt.
Zur Saison 1974 wechselte Mario Soto den Verein und schloss sich Unión Española an. Mit Unión Española gewann Soto zweimal die Meisterschaft des dünnen Landes an der südamerikanischen Pazifikküste. In der Primera División 1975 belegte man nach Ende aller Spieltage den ersten Tabellenplatz mit zwei Punkten Vorsprung auf Deportes Concepción. Zwei Jahre später, 1977, stand man erneut ganz oben in der Tabelle der Primera División, diesmal mit einem Vorsprung von zwei Zählern auf Everton de Viña del Mar. Des Weiteren gelang in der Copa Libertadores 1975 der Einzug ins Endspiel. In der ersten Gruppenphase hatte man in der Gruppe zwei CD Huachipato sowie die beiden bolivianischen Vertreter The Strongest La Paz und Club Jorge Wilstermann auf die Plätze verwiesen, in der zweiten Gruppenphase gelang gleiches mit Universitario de Deportes aus Peru sowie LDU Quito aus Ecuador. Damit war Unión Española erstmals in der Vereinsgeschichte für das Endspiel um den wichtigsten Fußballwettbewerb für Vereinsmannschaften in Südamerika qualifiziert und traf in diesem auf den argentinischen Seriensieger Independiente Avellaneda. Dabei gewann Unión Española das Hinspiel in Santiago de Chile mit durch ein Tor von Sergio Ahumada drei Minuten vor Spielende mit 1:0, musste sich aber im Rückspiel in Avellaneda 1:3 geschlagen geben, sodass ein Entscheidungsspiel über den Sieger entscheiden musste. Dieses gewann Independiente mit 2:0 und konnte zum vierten Mal in Folge die Copa Libertadores gewinnen.
Mario Soto verließ Unión Española 1977 und wechselte nach Brasilien zu Palmeiras São Paulo. Dort blieb er allerdings nur ein Jahr lang und kehrte schon 1978 nach Chile zurück.
Dort schloss sich Mario Soto dem erst ein Jahr zuvor gegründeten Klub CD Cobreloa an, wo er den Rest seiner Laufbahn verbrachte. Mit Cobreloa holte Soto in den Jahren 1980, 1982 und 1985 dreimal die chilenische Meisterschaft. Auch auf internationaler Bühne zeigte sich die Mannschaft von Trainer Vicente Cantatore sehr erfolgreich. In der Copa Libertadores 1981, der ersten Teilnahme von Cobreloa an diesem Wettbewerb überhaupt, besiegte man in der ersten Gruppenphase in der Gruppe 5 Universidad de Chile sowie die beiden peruanischen Vertreter Sporting Cristal und Atlético Torino. Auch die zweite Gruppenphase konnte erfolgreich gestaltet werden, als sich der Underdog aus Calama vor den beiden uruguayischen Teams von Nacional Montevideo und CA Peñarol für das Endspiel qualifizieren konnte. Dort traf man auf Flamengo Rio de Janeiro aus Brasilien und musste sich dem Team um Zico und Júnior im Hinspiel im Maracanã-Stadion mit 1:2 geschlagen geben. Nach einem 1:0-Erfolg im Rückspiel von Santiago de Chile war ein Entscheidungsspiel nötig, um den Sieger zu ermitteln, in welchem sich schließlich Flamengo durch zwei Zico-Tore mit 2:0 durchsetzen konnte. Ein Jahr später stand Cobreloa ein zweites Mal im Endspiel um die Copa Libertadores, diesmal hieß der Gegner CA Peñarol aus Uruguay. Nach einem torlosen Remis im Hinspiel in Montevideo unterlag Cobreloa dann aber im Rückspiel durch ein Tor in der vorletzten Spielminute mit 0:1 und verlor auch das zweite Copa-Libertadores-Finale hintereinander. Bis heute ist es dem Verein aus der chilenischen Provinz nicht gelungen, sich wieder für ein Endspiel in diesem Wettbewerb zu qualifizieren.
Mario Soto blieb noch bis 1985 bei CD Cobreloa. Insgesamt absolvierte er für den Verein 235 Ligaspiele, in denen ihm elf Torerfolge gelangen.

### Nationalmannschaft
Zwischen 1975 und 1985 brachte es Mario Soto auf insgesamt 47 Einsätze in der chilenischen Fußballnationalmannschaft. Dabei gelang ihm ein Treffer. Von Nationaltrainer Luis Santibáñez wurde er ins Aufgebot der Südamerikaner für die Fußball-Weltmeisterschaft 1982 in Spanien berufen. Escobar kam bei dem Turnier in zwei der drei Spielen seiner Mannschaft zum Einsatz, wobei ein Einsatz nur durch Einwechslung zustande kam. Für die chilenische Mannschaft verlief diese Weltmeisterschaft desaströs. Ohne einen einzigen Punktgewinn schied man in der Gruppenphase in einer Gruppe mit Deutschland, Österreich und Algerien aus.

## Trainerkarriere
Nach dem Ende seiner aktiven Laufbahn als Fußballspieler wurde Mario Soto Trainer, konnte dabei aber bisher nicht an die Erfolge aus alten Tagen als Aktiver anknüpfen. Seine erste Trainerstation hatte er von 2004 bis 2005 bei Unión San Felipe, danach folgte bis 2007 ein Engagement bei den Santiago Wanderers. 2010 trainierte Soto für kurze Zeit seinen alten Verein CD Cobreloa, wurde aber schon nach einigen Wochen wieder entlassen. Seinen bisher letzten Job als Fußballtrainer hatte der ehemalige Abwehrspieler 2012 für kurze Zeit beim unterklassigen Verein CD Arturo Fernández Vial in Concepción.

## Erfolge
- Chilenische Meisterschaft: 5×

1975 und 1977 mit Unión Española
1980, 1982 und 1985 mit CD Cobreloa
- Finalteilnahme der Copa Libertadores: 3×

1975 mit Unión Española
1981 und 1982 mit CD Cobreloa
- Chilenischer Fußballer des Jahres: 1×

1982 als Spieler von CD Cobreloa